# 月次祭
月次祭（つきなみのまつり）は、神道における祭礼のひとつ。伊勢神宮では6月・12月の月次祭と神嘗祭の3つの祭礼を三節祭（さんせつさい）、三時祭（さんじさい）と称される。

## 歴史
古くは毎月行われたようであるが、『延喜式』において6月と12月の11日に行うことが規定され、朝廷と伊勢神宮で行われた。
朝廷では、神祇官が11日の朝に、畿内304座の神の祝部（ほうりべ、旧仮名遣：はふりべ）に幣帛を分け与えた（班幣）。また、夜には中和院（ちゅうかいん）の神嘉殿で、前年に収穫した穀物（旧穀）を天皇が神と一緒に食する「神今食」（じんこんじき）が行われた。
その後、班幣は伊勢神宮のみとなり、室町時代に入ると応仁の乱などにより班幣は廃されるようになったが、明治以降に復活した。なお現在では、全国の多くの神社でも毎月一定の日を決めて月次祭が行われている。